# Vùng Tanintharyi
Tôn giáo ở Tanintharyi (2014)

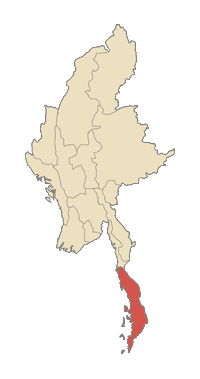
Vị trí của vùng Tanintharyi

Taninthayi là một vùng hành chính của Myanmar, ở phía nam của nước này, trên bán đảo Mã Lai. Thủ phủ là thành phố Dawei (tên cũ là Tavoy). Tanintharyi giáp với bang Mon ở phía bắc, các tỉnh Kanchanaburi, Ratchaburi, Phetchaburi, Prachuap Khiri Khan, Chumphon, Ranong của Thái Lan ở phía đông và Nam và biển Andaman ở phía tây. Toàn vùng rộng 43.328 km² và có 1.327.400 nhân khẩu. Tanintharyi có hai thành phố là Dawei và Mergui và một nhóm huyện là Amherst.
Trong lịch sử, vùng này từng thuộc các vương triều Thái Lan là Sukhothai và Ayutthaya. Từ thế kỷ 19, Anh Quốc chiếm vùng này và sáp nhập nó vào Hạ Miến thì mới bắt đầu thuộc Myanmar. Tên cũ của nó trước năm 1989 là Tenasserim.